# Judengraben (Altmühl)
Der Judengraben  ist ein Auengraben der Altmühl südlich von Neuenmuhr auf dem Gebiet der Gemeinde Muhr am See im mittelfränkischen Landkreis Weißenburg-Gunzenhausen. Er entwässert das linke ufernahe und flache Überschwemmungsgebiet des Flusses.

## Lage und Verlauf
Er beginnt auf einer Höhe von 414 m ü. NHN südlich von Muhr am See am Sportgelände und zieht erst 0,75 Kilometer ostsüdostwärts parallel zur Altmühl durch die weite Offenlandschaft der breiten Talaue. Zuletzt trennt er hier den Siedlungsteil Neuenmuhr der Gemeinde am linken Ufer vom Gelände, in dem einst das Schloss Neuenmuhr stand, dann knickt er für die letzten 0,25 Kilometer Südlauf nach rechts ab. Gegenüber dem Bad- und Sporthafengelände jenseits des Flusses mündet er dann auf einer Höhe von 413 m ü. NHN von links in die Altmühl, die hier an dessen Nordseite außen am Ringdamm des Altmühlsees vorbeigeführt wird.
Das Gewässer hat wie die parallel laufende Altmühl auf diesem Abschnitt mit nur einem Höhenmeter kaum Gefälle, weshalb das Wasser sehr langsam abfließt. Nach starken Regenfällen wird die Landschaft von den Wassermassen der Altmühl überschwemmt. Ihm fließen aus der nördlichen, von der Bebauung von Muhr und Neuenmuhr freien Aue dreimal Gräben zu, von denen wenigstens zwei ein zusammenhängendes Grabensystem entwässern.
Einer etwas groben Geologischen Karte des BayernAtlas zufolge liegt zwar der unterste Lauf in den Auensedimenten des Altmühltales, der größte Teil des Laufs wie des Einzugsgebietes aber im Sandsteinkeuper; in Anbetracht der Überschwemmungsträchtigkeit der Altmühl scheint aber auch in diesem flachen Terrain Überlagerung mit Auensediment wahrscheinlicher.